# Pfarre Ennstal

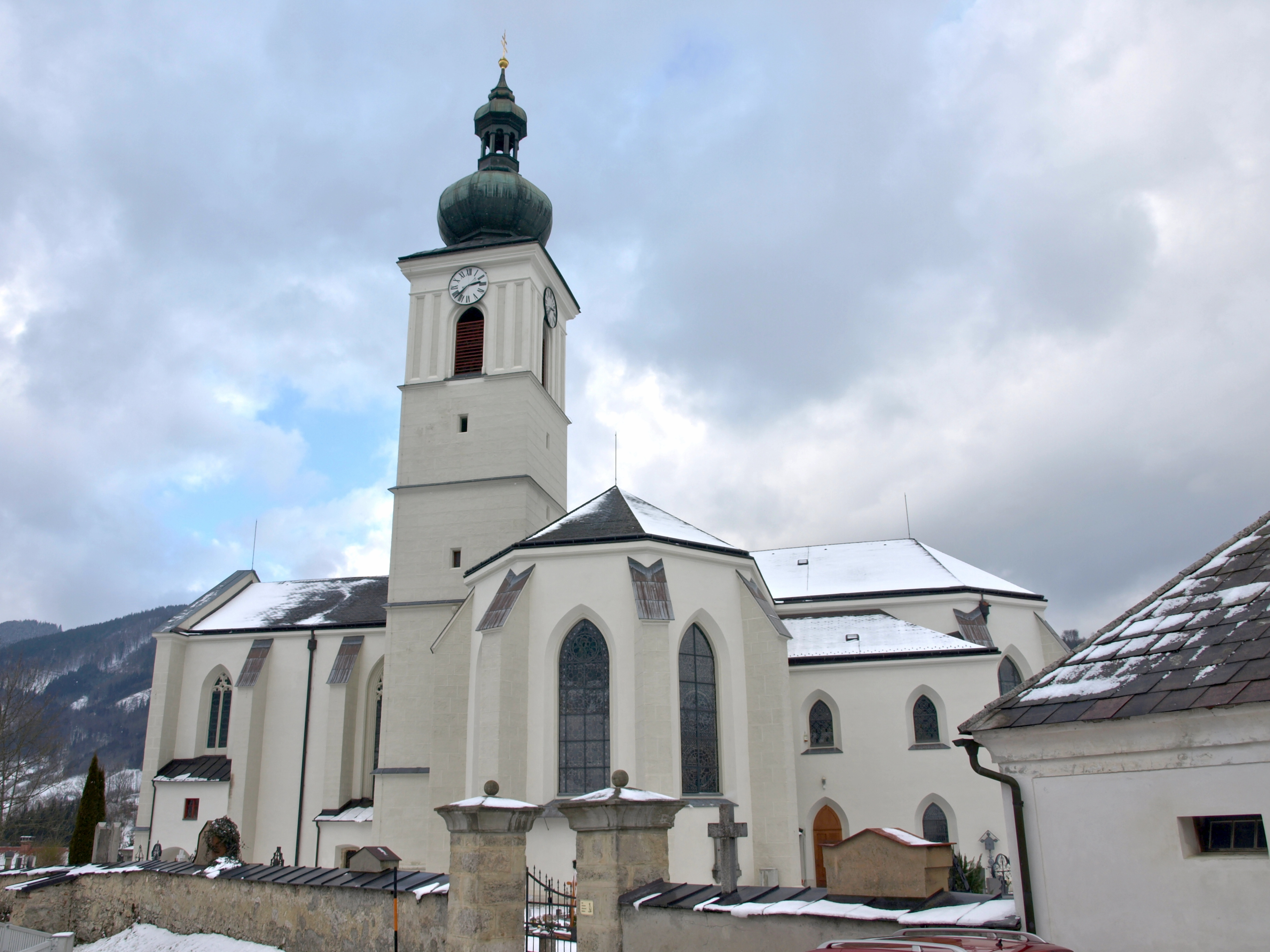
Pfarrkirche Weyer

Die Pfarre Ennstal ist eine Pfarre der römisch-katholischen Diözese Linz.

## Geschichte
Die Pfarre Ennstal wurde mit 1. Jänner 2023 im Zuge der von Bischof Manfred Scheuer umgesetzten Strukturreform der Diözese Linz neu gegründet und löst das zum 31. Dezember 2022 aufgehobene Dekanat Weyer als kirchliche Verwaltungseinheit ab. Die neue Pfarre hat ihren Verwaltungssitz in Weyer und umfasst 9 Pfarrteilgemeinden. Die Seelsorger in den Pfarrteilgemeinden sind dem hauptverantwortlichen Pfarrer der Pfarre Ennstal als Kooperatoren zugeordnet.

## Pfarrteilgemeinden mit Kirchengebäuden und Kapellen
| Pfarrteilgemeinde | Patrozinium                            | Kirchengebäude und Kapellen                                                   | Bild                       |
| ----------------- | -------------------------------------- | ----------------------------------------------------------------------------- | -------------------------- |
| Gaflenz           | Hl. Andreas                            | Pfarrkirche Gaflenz Filialkirche Heiligenstein Hauskapelle in Pretboding      | Pfarrkirche Gaflenz        |
| Großraming        | Hl. Jakobus                            | Pfarrkirche Großraming Filialkirche Brunnbach Schulkapelle in Pechgraben      | Pfarrkirche Großraming     |
| Kleinreifling     | Hl. Josef                              | Pfarrkirche Kleinreifling                                                     | Pfarrkirche Kleinreifling  |
| Laussa            | Mariä Himmelfahrt                      | Pfarrkirche Laussa Sengstschmiedkapelle in Pechgraben                         | Pfarrkirche Laussa         |
| Losenstein        | Hl. Blasius                            | Pfarrkirche Losenstein                                                        | Pfarrkirche Losenstein     |
| Maria Neustift    | Maria, Heil der Kranken und Hl. Oswald | Pfarrkirche Maria Neustift                                                    | Pfarrkirche Maria Neustift |
| Reichraming       | Hl. Franz von Sales                    | Pfarrkirche Reichraming                                                       | Pfarrkirche Reichraming    |
| Ternberg          | Hll. Petrus und Paulus                 | Pfarrkirche Ternberg Filialkirche Ternberg-Trattenbach Kapelle Wurmbachgraben | Pfarrkirche Ternberg       |
| Weyer             | Hl. Johannes Evangelist                | Pfarrkirche Weyer an der Enns Marktkirche                                     | Pfarrkirche Weyer          |

## Leitung
Pfarrer
- seit 2023 Friedrich Lenhart (bisher Pfarrer von Ternberg und Dechant des Dekanats Weyer)

Pastoralvorstände
- seit 2023 Anita Aigner

Verwaltungsvorstände
- seit 2023 Ewald Kupfinger[3]